# Ключове (Маріупольський район)
Ключове́ (Βυζάντιο-Візантія) — село (до 2011 року — селище) Кальчицької сільської громади Маріупольського району Донецької області в Україні.
Відстань до Нікольського становить близько 32 км і проходить автошляхом Н20 та Н08

## Походження назви
Засноване 1906 р. під назвою Візантія. Історична назва селища — Візантія пов'язано з ойконімізаціею відповідного хороніма — назви держави — імперії і опосередковано відобразило етнічний склад населення на початку ХХ століття. Зміни в його складі, а також ініційована зверху тенденція усунення історичних назв приазовських греків привели до перейменування в післявоєнні роки селища Візантія в Ключеве. Останній ойконім містить у своїй основі географічний термін ключ, джерело.

## Символіка
В основі - прапор Візантійської імперії. Замість цинобрового кольору - кривавий, як відтінок червоного, золотий хрест та дві золоті літери "В". Ліва половина чорного кольору, що символізує трагічну битву на Калці. Руський краплеподібний щит та золотий спис символізує оборону, яку тримали русичі, попри численну перевагу монголів. Внизу на стрічці історична назва села.

## Історія
У 1223 році за один кілометр від нинішнього села відбулася битва між русько-половецьким військом на чолі з галицьким князем Мстиславом Удатним і київським князем Мстиславом Старим проти монгольського війська на чолі з Джебе та Субедеєм. Знана в історії як Битва на Калці.
Більшість ототожнює тодішню Калку із сучасним Кальчиком, а сама битва відбулася саме біля сучасного села Ключове (Візантія).
Головною причиною поразки наших військ стала не численна перевага монголів, а погана координація між собою. Дружина кожного князя діяла за окремим наказом і монголи цим скористалися.
Направду, ця битва стала великою поразкою для Русі. В ній загинуло 6 князів і 9 з 10 русичів (хоча зазначають, що ця цифра дещо перебільшена). Але результат цієї битви змусив монголів на цілих 15 років забути про військові походи на Європу.

## Населення
За даними перепису 2001 року населення села становило 274 особи, із них 14,96 % зазначили рідною мову українську, 79,56 %— російську, 4,01 %— вірменську та 1,46 %— грецьку мову.
Уродженцем села є Узун Геннадій Гаврилович — заслужений тренер УРСР з греко-римської боротьби, заслужений працівник фізичної культури і спорту України.